# ハンス・J・ウェグナー
ハンス・ヨルゲンセン・ウェグナー（Hans Jørgensen Wegner、1914年4月2日 - 2007年1月26日）は、デンマークの家具デザイナーである。
生涯で500種類以上の椅子をデザインし、20世紀の北欧デザイン界に多大な影響を与えた。その椅子はニューヨーク近代美術館をはじめ多くでコレクションされている。

## 生涯
1914年、ドイツ（当時）、南ユトランド、トゥナーに靴職人であり町議会議員も務めた、父ピーター・ウェグナーと母ニコライ・ラーセンの間に生まれた。13歳から家具職人の下で修行を始め、1931年、17歳の時に指物師のマイスターの資格を取得。国立産業研究所に通い、木材について専門に研究しながら、20歳のまで家具職人の下で修行した後、兵役のためコペンハーゲンへ出た。
兵役終了後もそのままコペンハーゲンに残り、23歳の時コペンハーゲン美術工芸学校に入学。家具設計を専攻した。この頃、後に公私にわたり親交も持つことになるボーエ・モーエンセンと知り合う。1938年に卒業。1940年から1943年にかけて、アルネ・ヤコブセンの事務所に勤務。オルフス市庁舎の家具デザインの設計に携わった。その後、独立。コペンハーゲン美術工芸学校で教鞭を執りながら、デンマーク協同連合連合会家具部門のために家具デザインを行った。
彼にとって最初の転機となった作品が1943年にデザインした『チャイニーズ・チェア』である。この椅子は中国の明の時代に作られた椅子を改良して生み出されたもので、その後改良を重ね量産化され、彼の代表作の一つとしても知られる。
1953年にはローニング奨学金を受け、アメリカ・メキシコ滞在。1984年にデンマーク女王よりナイトの称号を得た。1995年にはウェグナー美術館が生まれ故郷、トゥナーに開館。2007年1月26日、92歳で逝去。

## 代表作

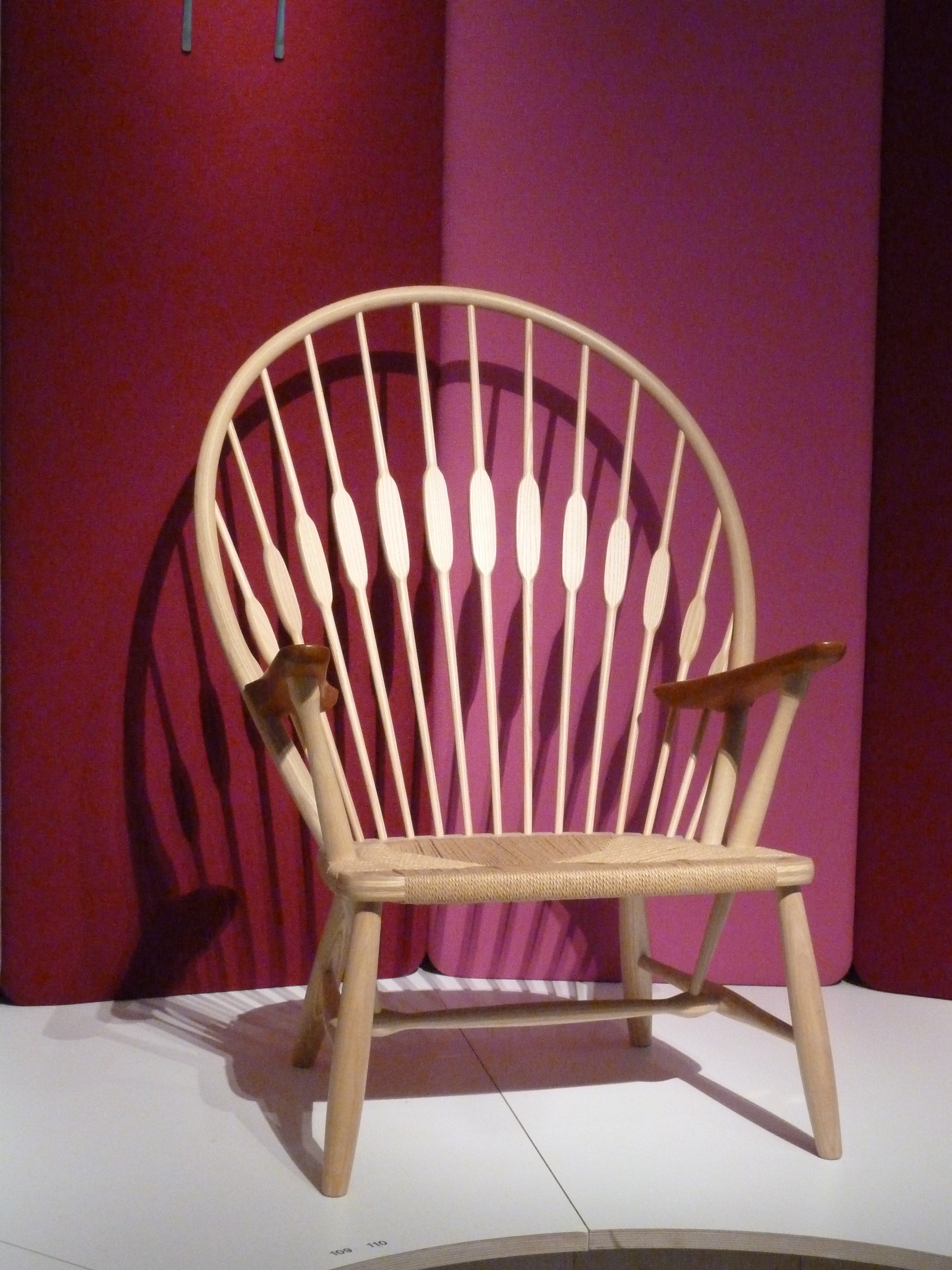
PP-550 ピーコック・チェア（1947）

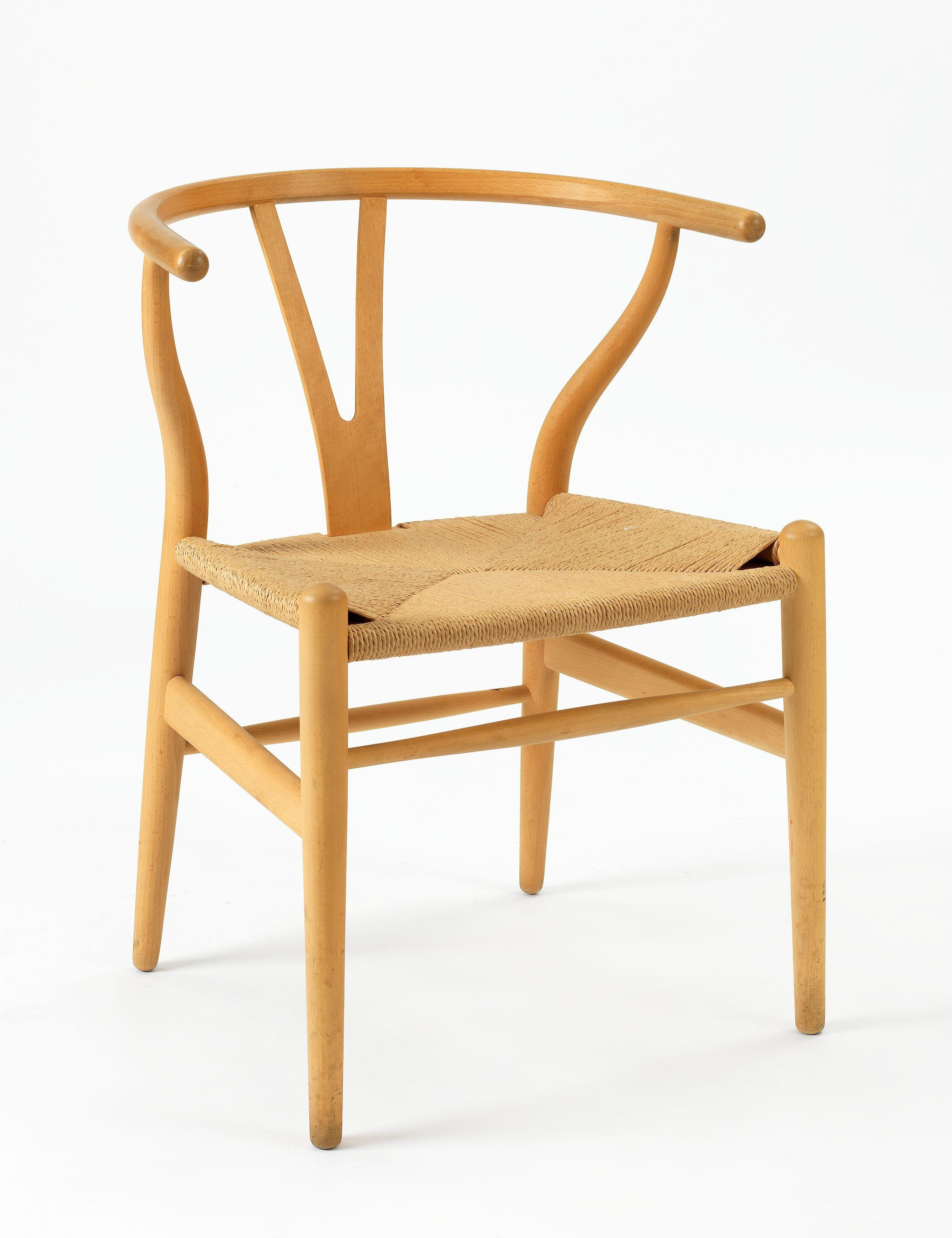
CH-24 Yチェア（1950）

- FH-4283　チャイニーズチェア（1943）
- PP-550　ピーコック・チェア（1947）
- PP-501　ザ・チェア（1949）－ アメリカ大統領選のテレビ討論の際にケネディ大統領が使用して有名になった。
- CH-24　Yチェア（1950）－ 世界で最も売れたイスのひとつ。
- AP-19　ベアチェア（1951）
- PP-505　ザ・カウホーンチェア（1952）
- PP-250　ヴァレット・チェア（1953）
- CH-07　スリーレッグド・シェルチェア（1963）
- PP-130　サークルチェア（1986） － 映画で使用される。